# واجهة مستخدم نصية

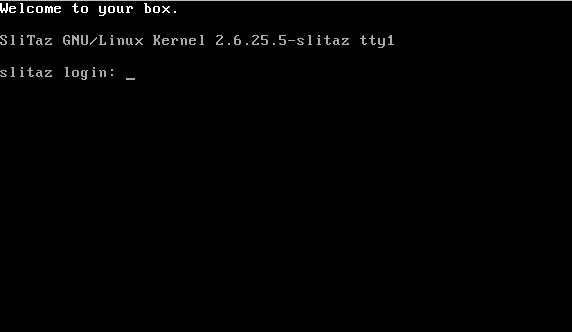
نموذج لواجه النصية على نظام التشغيل لينكس.

واجهة المستخدم النصية (بالإنجليزية: Text User Interface)‏ هو مصطلح تمت صياغته في بعد اختراع واجهات المستخدم الرسومية للتفريق بينهم وبين الواجهات المبنية على النصوص. واجهات المستخدم النصية تختلف عن واجهات سطر الأوامر، حيث أنها مثل واجهة المستخدم الرسومية تستغل الشاشة كلها وليس من الضروري أن تقدم خرجاً سطراً بسطر. على الرغم من ذلك، واجهات المستخدم النصية تستخدم النصوص والرموز فقط المتاحة في الطرفيات النصية (Text Terminal)، على حين أن واجهات المستخدم الرسومية تستخدم أوضاع رسومية عالية الدقة.
على الرغم من تضائل مستخدمي الواجة النصية بشكل عام، إلا أنها لا تزال تشكل الواجة الرئيسية للكثير من الأنظمة، وبالخصوص الأنظمة التي تتبنى واجهة نظام تشغيل قابل للنقل ليونكس (POSIX) مثل توزيعة برمجيات بيركلي، سولاريس، ولينكس.
يجدر التنبه إلى أن هذا المصطلح يطلق في العادة على الواجهات التي تحتوي على النصوص فقط دون بئة رسومية. وهي مختلفة عن واجهة سطر الأوامر التي تُعرض منفردة، أو من خلال واجهة رسومية.